# Corriente h
En neurofisiología, se conoce como corriente activada por hiperpolarización o corriente h a un tipo de corriente catiónica de naturaleza mixta (fundamentalmente formada por iones de sodio y de potasio) que se activa por la hiperpolarización de la membrana plasmática.
Los canales que transportan la corriente h se abren a valores negativos de potencial y se cierran ante valores positivos, siendo bloqueados por iones Cs+ y Rb+.
El efecto de la corriente h resulta en una despolarización de la membrana cuando se activa, contribuyendo de esta manera al mantenimiento del potencial de membrana en reposo en sus valores fisiológicos.